# Mątwik agresywny
Mątwik agresywny (Globodera pallida) – gatunek nicienia z rodziny mątwikowatych (Heteroderidae). Nicień ten jest patogenem roślinnym, jednym z najgroźniejszych szkodników ziemniaka i innych roślin psiankowatych. W Polsce jest zaliczany do inwazyjnych gatunków obcych podlegających obowiązkowi zwalczania. Jego obecność stwierdzono w 3 ogniskach na terenie województwa kujawsko-pomorskiego. Wszystkie stwierdzone wystąpienia zostały zlikwidowane.